# Пак Ди Хен
Пак Ди Хен, другой вариант — Пак Ти Хен (1901 год, провинция Северный Хамгён, Корея — 7 августа 1978 года, село Военно-Антоновка, Сокулукский район, Киргизская ССР) — колхозник колхоза «Гигант» Чиилийского района Кзыл-Ординской области, Казахская ССР. Герой Социалистического Труда (1950).

## Биография
Родился в 1901 году в провинции Северный Хамгён, Корея.
В 1911 году окончил три класса, после трудился на строительстве железной дороги. С 1917 года проживал в Китае, где занимался батрачеством. В 1925 году эмигрировал на российский Дальний Восток. Трудился батраком у корейского землевладельца, рабочим в рыболовецкой артели «Борьба» Посьетовского района (1927—1929), шкипером рыболовецкого колхоза «Достижение» (1929—1932). В 1932 году вступил в ВКП(б). С 1932 года обучался в партийной школе в Никольск-Уссурийске, по окончании которой в 1934 году назначен председателем колхоза «Красный Авангард» Ольгинского района, потом трудился заведующим молочно-товарной фермой в этом же колхозе.
В 1937 году депортирован на спецпоселение в Чиилийский район Кзыл-Ординской области, Казахская ССР. Проживал в Чиилийский район Кзыл-Ординской области, Казахская ССР. С 1938 года работал в одном из звеньев рисоводческого колхоза «Гигант» Чиилийского района. С 1942 года служил в пограничных войсках в Хасанском районе. Принимал участие в разведывательных операциях, некоторое время находился в японском плену.
В 1946 году демобилизовался и возвратился в Чиилийский район, где продолжил трудиться рядовым колхозником, звеньевым рисоводческого звена, бригадиром полеводческой бригады в колхозе «Гигант». В 1949 году рисоводческое звено, в котором работал Пак Ди Хен, собрало высокий урожай риса, вырастив в среднем по 82 центнера риса с каждого гектара на участке площадью 5,5 гектара. Указом Президиума Верховного Совета СССР от 21 июня 1950 года удостоен звания Героя Социалистического Труда с вручением ордена Ленина и золотой медали «Серп и Молот».
В 1954 году переехал к родственникам в колхоз «Полярная звезда» Средне-Чирчикского района Ташкентской области. За неразрешённый спецорганами переезд был исключён в 1955 году из партии. С 1960 проживал в селе Военно-Антоновка Сокулукского района Киргизской ССР, где трудился полеводом в местном колхозе «Рассвет».
После выхода на пенсию проживал в селе Военно-Антоновка. Персональный пенсионер союзного значения (с 1968 года). Скончался в августе 1978 года. Похоронен на местном сельском кладбище.
Награды
- Герой Социалистического Труда
- Орден Ленина — дважды (1949, 1960)